# جوهانس إس. أندرسون
جوهانس إس. أندرسون (بالفنلندية: Johannes S. Anderson)‏ هو عسكري فنلندي، ولد في 30 يوليو 1887 في دوقية فنلندا الكبرى، وتوفي في 15 أبريل 1950.